# Viktor Kilbo
Viktor Kilbo, född 22 juli 1996, är en svensk digital konstnär, animatör och visuell ledare från Lysekil.
Kilbo är mest känd för sin 3D-grafiska konst inom den elektroniska musikbranschen. Han har bland annat arbetat med artister som Alesso, Avicii, DJ Snake och Don Diablo.
Redan första året på gymnasiet i Uddevalla gjorde Kilbo 3D-grafik åt artister. Samma år 2012 startade han företaget Thundercode tillsammans med kollegan Marko Stanojevic.
Sedan 2017 har han varit visuell ledare och VJ (Visual Jockey) för den nederländska artisten Don Diablo där han producerat 3D-grafik som han därefter styr live på olika scener runt om i världen. Det största samlade publikhav han har uppträtt inför är 150 000 personer på en festival.

## Filmografi[7]

### Animation
| År   | Titel                                      |
| ---- | ------------------------------------------ |
| 2017 | Avicii: Friend of Mine - Part 1            |
| 2017 | Avicii: Lonely Together - Part 2           |
| 2017 | Avicii: You Be Love - Part 3               |
| 2017 | Avicii: Without You - Part 4               |
| 2017 | Avicii: What Would I Change It To - Part 5 |
| 2018 | Don Diablo: Anthem - We Love House Music   |
| 2018 | Don Diablo: Survive                        |
| 2019 | Ellie Goulding: Sixteen - Don Diablo Remix |
| 2019 | Don Diablo: The Rhythm                     |

### Videoredigerare
| År   | Titel                                      |
| ---- | ------------------------------------------ |
| 2018 | Don Diablo: Anthem - We Love House Music   |
| 2018 | Don Diablo: Survive                        |
| 2019 | Ellie Goulding: Sixteen - Don Diablo Remix |
| 2019 | Don Diablo: The Rhythm                     |
| 2020 | Matt Nash: Lose It All                     |

### Regissör
| År   | Titel                                      |
| ---- | ------------------------------------------ |
| 2018 | Don Diablo: Anthem - We Love House Music   |
| 2018 | Don Diablo: Survive                        |
| 2019 | Ellie Goulding: Sixteen - Don Diablo Remix |
| 2019 | Don Diablo: The Rhythm                     |